# راس اسطا
راس اسطا (به عربی: راس اسطا) یک منطقهٔ مسکونی در لبنان است که در شهرستان جبیل واقع شده‌است.
 راس اسطا   ۹۰۰ متر بالاتر از سطح دریا واقع شده‌است.